# Rzymski Nos
Orli Nos (właściwie Woo-ka-nay lub Woqini, zginął 16 września 1867 r.), w kulturze popularnej lepiej znany jako Rzymski Nos – Indianin amerykański należący do plemienia Szejenów Północnych z klanu Żołnierzy Psów, wódz Szejenów, wojownik indiański, jeden z najwybitniejszych uczestników Wojen Indiańskich lat 60. XIX wieku. Po masakrze nad Sand Creek (28 listopada 1864 r.) pokojowo nastawionych Szejenów Czarnego Kotła, wraz z innymi wojownikami opuścił Kolorado i przeniósł się na ziemie Siuksów. Tam uczestniczył w obronie Krainy Powder River (Wojna Czerwonej Chmury). Brał udział w wielu bitwach. Starał się uczyć wojowników dyscypliny, podpatrywał zachowania żołnierzy amerykańskich. Wiosną 1866 r. powrócił do Kolorado, został wodzem wojennym Szejenów. Był zwolennikiem walki z białymi. Organizował ataki na karawany i stacje dyliżansów wzdłuż rzeki Smoky Hill. 16 września 1867 r. zaatakował obóz pięćdziesięciu zwiadowców na małej wyspie w wyschniętym korycie Arikaree, dopływu rzeki Republican. Wyposażeni w nowoczesne, wielostrzałowe karabiny zwiadowcy odparli Indian, zadając im duże straty. Zginęło 30 wojowników. W walce śmiertelnie ranny został Rzymski Nos. Dlatego Indianie nazwali tę bitwę "Bitwą, w Której Zginął Rzymski Nos".